# Розумна ручка
Розумна Ручка — це високотехнологічна іграшка-гаджет, розроблена українською компанією «Смарт Коала». Програмне забезпечення Ручки дозволяє ідентифікувати нанесену в книгах інформацію та відтворити її голосом за допомогою звичайного дотику Ручки до аркуша книги. Записані аудіофайли містяться в пам'яті Ручки й відтворюються при дотику Ручки до того чи іншого місця у книзі. Таким чином у книзі оживають усі слова, фрази та навіть малюнки, де персонажі спілкуються між собою.

## Функції
Розумна Ручка стала одним з універсальних інструментів у світі, розроблених для самостійного розвитку дитини. Разом з розумними книгами, вона втілює багаторівневий підхід, що стимулює навчальний процес в учнів з різним рівнем знань.
Розумна Ручка забезпечує впевненість у спілкуванні, легке сприйняття мов на слух, підтримку у вивченні іноземних мов, стимулювання гіперактивних учнів, новий виклик обдарованим талановитим дітям, веселе навчання з батьками. Розумна Ручка сприяє самостійному навчанню, яке можна коригувати відповідно до темпу дитини. Ручка не тільки забезпечує диференційовану підтримку, але й сама стає ресурсом знань.
Аудіофайли записуються виключно носіями мови на професійних студіях звукозапису. До озвучення серії книг «200 Перших Слів» (сезони 1, 2, 3) українські зірки та діячі культури Ірена Карпа, Тала Калатай, Наталія Жижченко (лідер гурту «ONUKA»), Слава Фролова, Тімур Мірошниченко, Віктор Бронюк (лідер гурту «ТІК») та Кирил Капустін.
З ручною можуть займатися, суміщаючи гру та навчання, діти віком від 2 років.

## Стартовий набір
На початку 2018 року компанія Смарт Коала презентувала оновлений стартовий набір під назвою «Розумна Ручка».
У пакет стартового набору входить ручка «Робот» (отримала таку назву через зовнішню схожість з автоматичним пристроєм), брошура з трьома примірниками уроків з книги «200 Перших Слів» (Сезон 1/3), кабель підзарядки та настільна підставка для Розумної Ручки.
Всі продукти Smart Koala отримали сертифікати якості та відповідають міжнародним стандартам 3C, СЕ, FCC & RoHS. Розумна Ручка успішно пройшла всі тестування та визнана стійкою до деформацій чи стирань поверхні.

## Принцип роботи
Ручка озвучує усе наповнення книг від компанії Смарт Коала. Слова, фрази, цілі тексти та малюнки озвучені трьома мовами — англійською українською, російською. При звичайному дотику Ручки до поверхні сторінки сенсорний датчик, що вбудований в перо ручки, зчитує невидимий для людського ока код та відтворює його як аудіофайл, що знаходиться у пам'яті ручки. Також, в книгах озвучено звуки природи, транспорту, різних механічних та фізичних процесів.
Користувач книги взаємодіє з ручкою за принципом гри. На сторінках книг нанесено зображення консолі управління. Користувач може задавати той чи інший режим навчання: вибір мови навчання, вибір мови перекладу, проходження ігор на закріплення вивченого матеріалу, запис власного голосу.
Однією з переваг навчання з Розумною Ручкою є закріплення вивченого матеріалу за допомогою логічних запитань. Для того, щоб розпочати чи завершити режим ігор достатньо торкнутися Розумною Ручкою іконок «ігри», що нанесені на сторінках книг. Ігри відтворюються в довільному порядку. Ручка задає серію запитань за темою. Ключі з відповідями знаходяться на зображеннях. Користувач обирає відповідь за допомогою дотику Ручкою. Розумна Ручка миттєво аналізує обраний варіант та повідомляє чи вказаний варіант вірний, чи ні.
Розумна Ручка має додаткові функції:
- Вбудований музичний медіа програвач.
- Вбудований диктофон для запису власного голосу.
- Автоматичне вимкнення ручки після довгої паузи.
- Обмеження максимального вихідного звуку, щоб не налякати дитину.
- Опція роботи в навушниках.
- Високоякісні літієві батареї для швидкої підзарядки.

Ручки виготовляються з матеріалу високої якості, що не завдають шкоди навколишньому середовищу.
Користувачі мають вільний доступ для безоплатного завантаження аудіофайлів до кожної книги.

## Характеристики
Ручка має пам'ять обсягом 8 ГБ, з можливістю розширення до 16 ГБ, слот для зарядки, роз'єм miniUSB, вбудовану літієву батарею, слот для навушників, слот для картки пам'яті, вбудований диктофон. Кабель для зарядки є у стартовому наборі.
Час роботи — 7—8 годин безперервної роботи, час повного заряду — до 3 годин.
Розмір ручки — 15 см × 6 см × 5 см.